# Leo Hayter
Pour les articles homonymes, voir Hayter.
Leo Hayter (né le 10 août 2001 à Londres) est un coureur cycliste britannique.

## Biographie
Leo Hayter est le neveu de Lou Hayter, ancienne claviériste du groupe de rock londonien New Young Pony Club. Son frère aîné Ethan est également un coureur cycliste qui a rejoint l'équipe Ineos en 2020. 
En 2019, chez les juniors (moins de 19 ans), il remporte deux courses du calendrier UCI : l'Omloop van Borsele et le Trophée des Flandres. Il se classe également deuxième du Grand Prix E3 juniors, quatrième de Kuurne-Bruxelles-Kuurne juniors et huitième du  championnat du monde du contre-la-montre juniors disputé dans le Yorkshire à domicile. Il s'illustre également aux championnats d'Europe sur piste juniors de Gand, où il devient champion d'Europe de poursuite par équipes et décroche la médaille de bronze sur la poursuite individuelle.
Pour la saison 2020, il rejoint l'équipe continentale Sunweb Development, qui sert de réserve à l'équipe World Tour Sunweb. En 2021, pour sa deuxième saison au sein de l'équipe qui est renommée DSM Development. Les résultats n'étant pas au rendez-vous, il confie être tombé en dépression. Après cette période difficile, en septembre, il remporte en solitaire Liège-Bastogne-Liège espoirs et une étape du Tour de Bretagne. En fin de saison, il devient champion de Grande-Bretagne du contre-la-montre espoirs, pendant que son frère remporte le titre chez les élites.
En 2022, alors qu'il est toujours sous contrat avec l'équipe DSM Development, il souhaite passer à l'échelon supérieur en obtenant un contrat avec l'équipe World Tour DSM. Cette dernière ne souhaitant pas lui offrir un contrat dans la formation World Tour avant 2023 comme c'était prévu, elle l'autorise à quitter l'équipe et il rejoint finalement l'équipe continentale Hagens Berman Axeon. Après un début de saison 2022 freinée par la maladie (COVID-19), le 5 juin, il se classe deuxième du Trofeo Città di Meldola. Une semaine plus tard, il est aligné sur le Tour d'Italie espoirs en raison du forfait de l'un de ses coéquipiers. Il domine la course, où il remporte le général et deux étapes, dont l'étape reine avec près de cinq minutes d'avance. Stagiaire d'Ineos Grenadiers pour la fin de l'année 2022, il s'engage également pour trois saisons avec cette équipe. En fin de saison, il est médaillé de bronze du championnat du monde du contre-la-montre espoirs.
En 2023, pour sa première saison chez Ineos Grenadiers, il termine notamment cinquième de la Semaine internationale Coppi et Bartali. Il connait une saison 2024 difficile, sans résultat notable. En août, dans un long message sur site internet, il évoque souffrir de dépression depuis plusieurs années. Il annonce mettre en pause sa carrière et renoncer à son année de contrat en 2025 chez Ineos.

## Palmarès sur route

### Par année
| - 2018 - 2e et 3e (contre-la-montre) étapes du Junior Cycling Tour Assen - 2e étape des Boucles de l'Oise Juniors (contre-la-montre) - Prologue du Tour du Pays de Galles juniors - 2e du Tour du Pays de Galles juniors - 3e des Boucles de l'Oise Juniors - 2019 - British Junior Men's Road Series - Junior Tour of Mendips : - Classement général - Prologue et 2e étape - EPZ Omloop van Borsele - Prologue et 2e étape de l'Isle of Man Junior Tour - Trophée des Flandres - 2e du Grand Prix E3 juniors - 8e du championnat du monde du contre-la-montre juniors | - 2020 - 2eb étape de la Ronde de l'Isard (contre-la-montre par équipes) - 2021 - Champion de Grande-Bretagne du contre-la-montre espoirs - Liège-Bastogne-Liège espoirs - 2e étape du Tour de Bretagne - 3e du championnat de Grande-Bretagne sur route espoirs - 2022 - Champion de Grande-Bretagne du contre-la-montre espoirs - Tour d'Italie espoirs : - Classement général - 2e et 3e étapes - 2e du Trofeo Città di Meldola - Médaillé de bronze du championnat du monde du contre-la-montre espoirs |

### Classements mondiaux
| Année                                 | 2020  | 2021 | 2022 | 2023 |
| ------------------------------------- | ----- | ---- | ---- | ---- |
| Classement mondial                    | 1708e | 719e | 367e | 797e |
| UCI Europe Tour                       | 1264e | 564e | 294e | nc   |
|                                       |       |      |      |      |
| Légende : nc = non classéSource : UCI |       |      |      |      |

## Palmarès sur piste

### Championnats d'Europe
| Édition / Épreuve   | Poursuite individuelle | Poursuite par équipes |
| Gand 2019 (juniors) | Bronze                 | Or                    |